# Politiek spectrum

Het politieke kompas

Een politiek spectrum is een manier om verschillende politieke opvattingen en stromingen te kunnen duiden langs een of meerdere assen.

## Het spectrum
Het politiek spectrum verdeelt partijen over het algemeen op twee manieren: links-rechts en progressief-conservatief. Dit is de meest gebruikte methode voor het positioneren van politieke partijen op basis van hun standpunten. Meestal zijn linkse partijen progressief en rechtse partijen conservatief, maar dat hoeft niet altijd. Ook linkse partijen kunnen conservatieve elementen hebben en rechtse partijen progressieve elementen.

### Links-rechts
| Links                                | Rechts                                 |
| ------------------------------------ | -------------------------------------- |
| Grotere rol van de overheid (actief) | Kleinere rol van de overheid (passief) |
| Hogere belastingen (meer regelen)    | Lagere belastingen (minder regelen)    |
| Gelijke kansen voor iedereen         | Meer eigen verantwoordelijkheid        |
| Gelijkere welvaartsverdeling         | Grote rol voor vrije markt             |
| Aandacht voor milieu                 | Aandacht voor veiligheid               |

De eerste as verdeelt politieke partijen op de links-rechtsschaal. Op deze schaal staan thema's als economie, zorg en belastingen centraal: thema's die veelal gaan over geld. Linkse partijen pleiten over het algemeen voor een gelijkere welvaartsverdeling en een grotere rol van de staat, terwijl rechtse partijen het belang van individuele verantwoordelijkheid en de vrije markt benadrukken.
In Nederland zijn partijen als de SP, GroenLinks, PvdA en PvdD linkse partijen omdat zij pleiten voor onder meer het terugdringen van marktwerking in de zorg en het verhogen van het minimumloon. Partijen als de VVD, SGP en JA21 vallen als rechtse partijen te markeren omdat zij inzetten op zaken als lagere belastingen, minder regeldruk en grotere individuele economische vrijheid.

### Progressief-conservatief
| Progressief                                  | Conservatief                                     |
| -------------------------------------------- | ------------------------------------------------ |
| Veranderingsgezind                           | Behoudend                                        |
| Ruimte voor nieuwe ideeën                    | Oudere of bestaande normen handhaven             |
| Meer Europese en internationale samenwerking | Meer aandacht voor een nationale staat           |
| Klimaatverandering staat hoog op de agenda   | Klimaatverandering is een minder groot probleem  |
| Open houding ten opzichte van migranten      | Kritisch ten opzichte van de komst van migranten |

De tweede as verdeelt politieke partijen op de progressief-conservatief as. Hier gaat het bijvoorbeeld om thema's als migratie, klimaat en Europese samenwerking, thema's die in mindere mate met geld te maken hebben. Progressieve partijen zijn overwegend voor Europese en internationale samenwerking, willen een stevige aanpak van de gevolgen van klimaatverandering en staan open tegenover de komst van migranten. Conservatieve partijen daarentegen pleiten eerder voor het belang van de nationale staat, zien klimaatverandering niet als een probleem en staan minder welwillend tegenover de komst van migranten.
In Nederland zijn partijen als D66 en GroenLinks duidelijk voorbeelden van progressieve partijen. Zo pleiten ze onder meer voor nauwere samenwerking in de Europese Unie en een ruimhartig vluchtelingenbeleid. Duidelijk conservatieve partijen zijn bijvoorbeeld de SGP en de PVV. Deze partijen zijn een stuk terughoudender met Europese samenwerking of willen zelfs de EU verlaten en bovendien staat het klimaat niet hoog op de agenda bij deze partijen.

## Ontstaan
Het links-rechtsonderscheid is ontstaan uit de zitplaatsenverdeling in het 19e-eeuwse Franse parlement, de Assemblée Nationale. De conservatieven (reactionairen en klerikalen) zaten rechts van de voorzitter. Zij bestonden vooral uit de gegoede burgerij (adel, kerkelijke leiders en monarchisten) en wilden het traditionele ancien régime in stand houden. Links van de voorzitter zaten de liberalen (antiklerikalen, internationalisten en ook nationalisten). Zij wilden de macht van de traditionele orde doorbreken ten bate van de burgerij. Later in de negentiende eeuw verschoven de accenten: links werd vooral van toepassing op marxistische partijen. Hierdoor belandden de liberalen in het politieke midden en kwamen de conservatieven onder rechts te vallen.

### 20e eeuw
In de eerste helft van de 20e eeuw was de links-rechts-verdeling vrij scherp.
De linkse politieke partijen waren voornamelijk socialistisch. Daarbij loopt het spectrum van extreemlinks (o.a. marxisme, communisme) tot gematigd-links (sociaaldemocratisch). Liberalisme staat in het centrum van de links-rechts as, met zowel gematigd-linkse (sociaal-liberaal) tot gematigd-rechtse (conservatief-liberaal) partijen. Rechtse partijen zijn vooral de conservatieve en christendemocratische partijen. Ook daar valt een onderverdeling te maken in gematigd-rechts (christendemocratisch), reactionair en extreemrechts (o.a. nationaalsocialistisch, fascistisch).

## Meerdimensionale benaderingen

### Kieskompas
De Nederlandse politicoloog André Krouwel maakt gebruik van een meer-dimensionale indeling: een links/rechts-as en een progressief/conservatief-as. Deze indeling is terug te vinden in het Kieskompas. 
Deze site wordt gebruikt om de Nederlandse en Belgische landelijke politieke partijen te ordenen. Als Nederlanders en Belgen van een politiek kompas hebben gehoord, is het vaak in context van dit systeem.
Nederland tijdens de Tweede Kamerverkiezingen in 2023 
Nederland tijdens de Tweede Kamerverkiezingen in 2021 
België tijdens de federale verkiezingen van 2010